# Ganyra phaloe
Ganyra phaloe är en fjärilsart som först beskrevs av Jean Baptiste Godart 1819.  Ganyra phaloe ingår i släktet Ganyra och familjen vitfjärilar. Inga underarter finns listade i Catalogue of Life.